# Lucien Walery

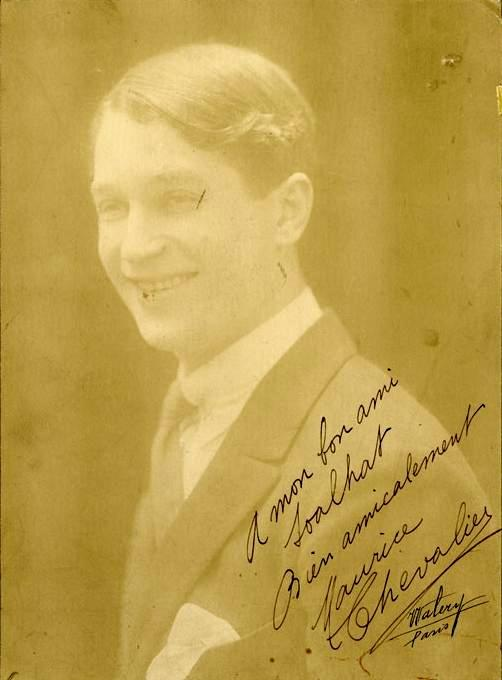
Lucien Walery: Maurice Chevalier, signovaná jako Walery-Paris, asi 1920

Lucien Walery nebo Stanislaus Julian Ignacy Ostrorog (12. září 1863–1929) byl anglický fotograf. Specializoval se na portrétní fotografii a fotografii aktu. Žil a pracoval v Paříži v letech 1900–1930 a je známý fotografiemi dam taneční revue. Mezi jinými portrétoval druhého a posledního brazilského císaře Petra II. Brazilského, amerického herce, tanečníka, šansoniéra a zpěváka Maurice Chevaliera, z žen například nizozemskou orientální tanečnici, agentku Německa a Francie Matu Hari nebo herečku, zpěvačku a tanečnici Josephine Bakerovou. Lucien podepisoval své fotografie "Waléry - Paris", "Yrélaw" nebo "Laryew".

## Podobnost jmen
Zdá se, že existovali 2 nebo 3 fotografové, kteří na popiskách svých fotografií používali pseudonym Walery. Starší byl hrabě Stanislaw Julian Ostrorog (1830–1890) narozený v Mohylevu v Litvě. V roce 1862 se stal britským občanem a v roce 1883 si zřídil vlastní studio v Londýně. Stanislaw Ostrorog používal pseudonym Walery, který převzal od své manželky Walerie. Po jeho smrti v roce 1890 v jeho práci a vedení fotografického studia pokračoval jeho syn Julian Stanislaw Ignacy, hrabě Ostrorog (1863–1929). Ten začal spolupracovat v letech 1890–1900 s Alfredem Ellisem a vznikla společnost Ellis a Walery. Walery byl známý svými slavnými portréty královny Viktorie, Victora Huga nebo Sarah Bernhardtové.
Někteří historikové věří, že Lucien je mladší hrabě Ostrorog, který se kolem roku 1900 odstěhoval do Paříže. Větší pravděpodobnost však je, že Lucien je zcela jiná osoba.
Po jeho smrti převzal jeho ateliér fotograf Charles Auguste Varsavaux a provozoval jej i nadále pod stejným jménem.

## Galerie

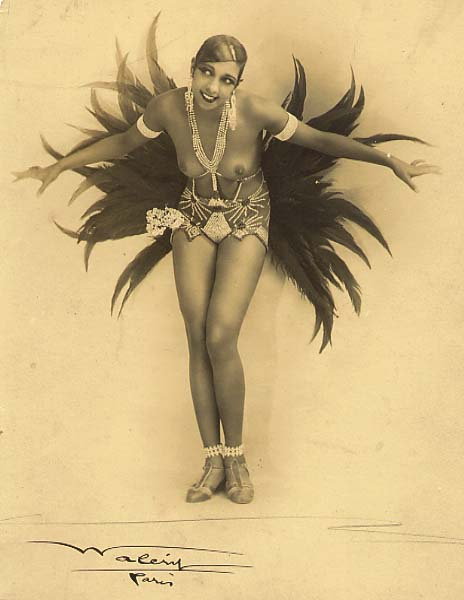
Josephine Bakerová Jako tornádo vířila na jevišti či parketu zakrytá pouze pštrosím vějířem nebo ve své pověstné sukénce z banánových listů...
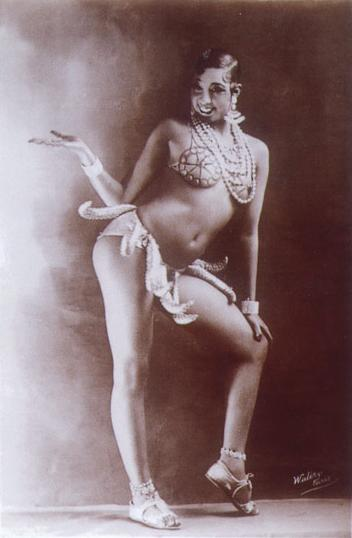
Josephine Bakerová v sukénce z banánových listů
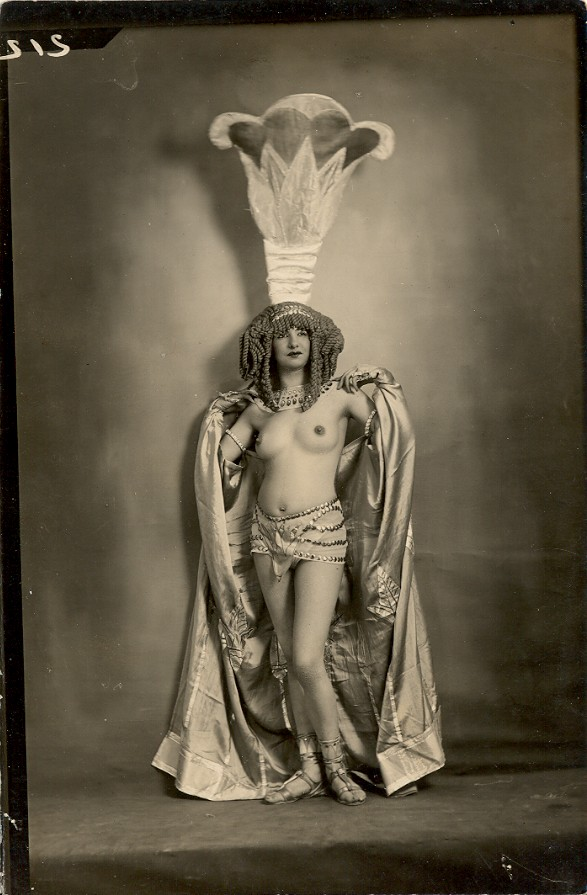
Akt dívky s profesionálním účesem a módní pokrývkou hlavy, asi 1920
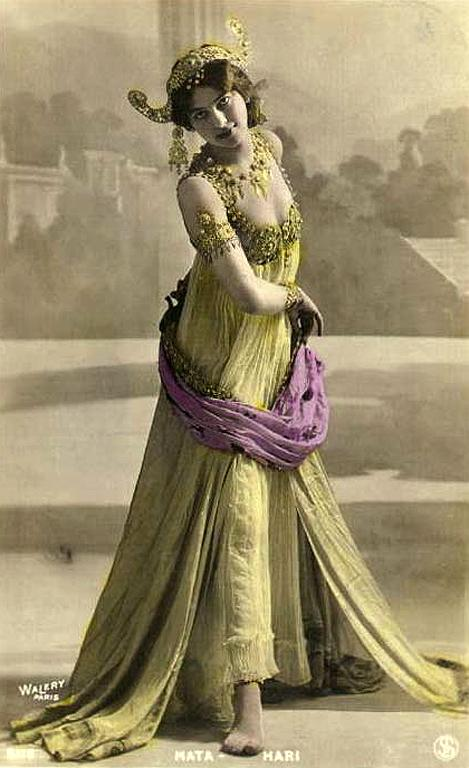
Mata Hari, kolorovaná fotografie, 1906
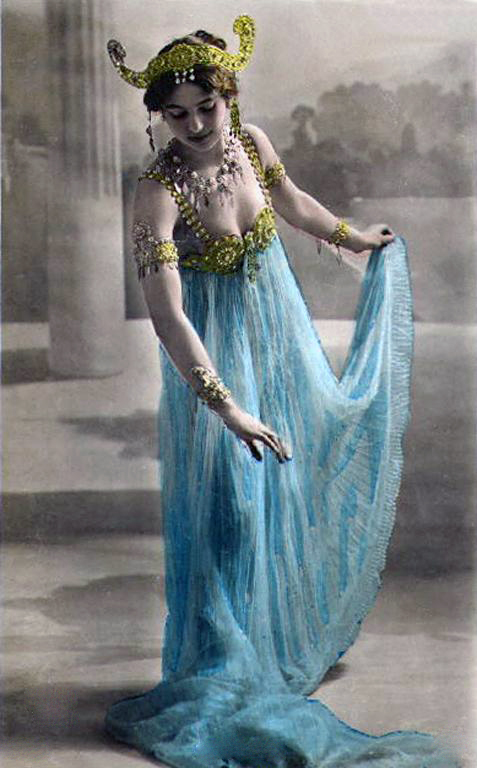
Mata Hari
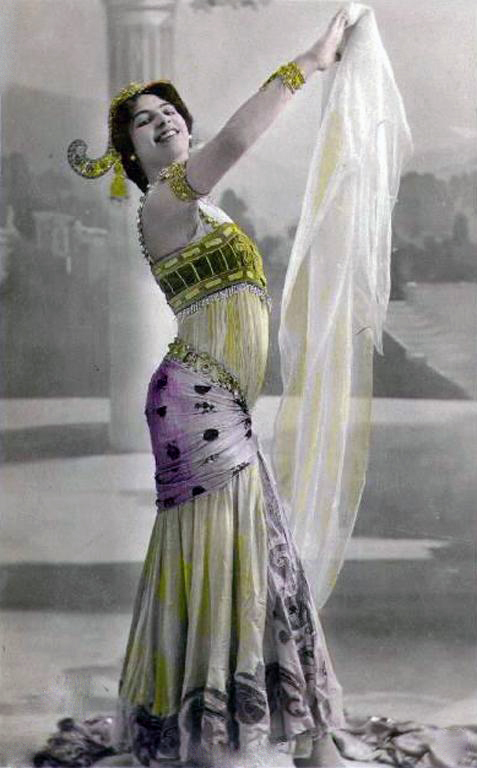
Mata Hari
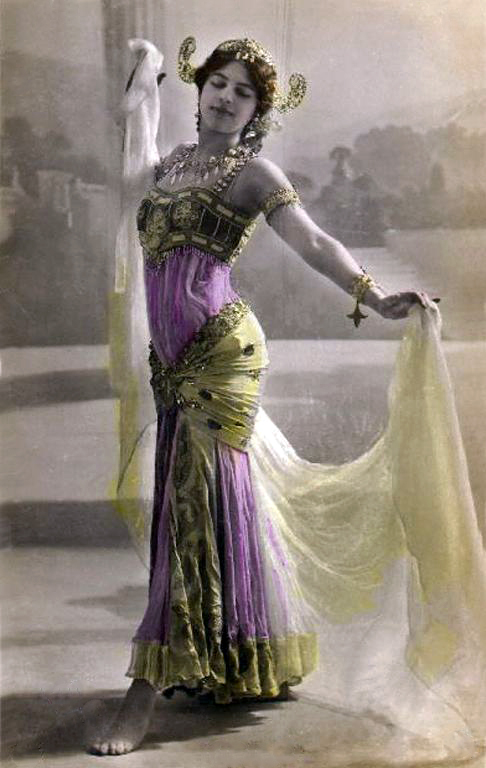
Mata Hari
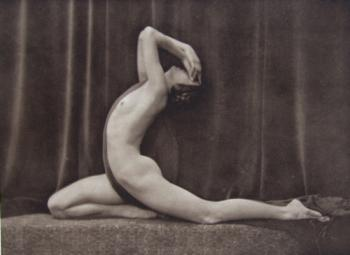
Art deco portfolio
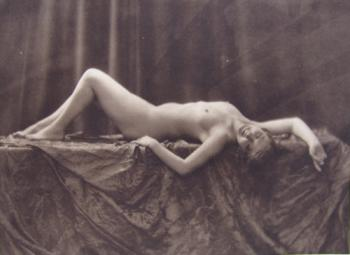
Art deco portfolio
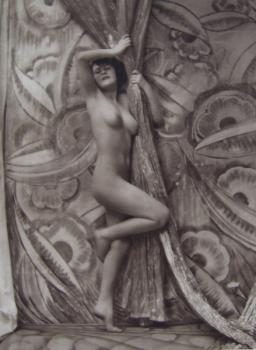
Art deco portfolio
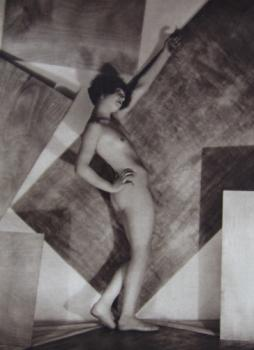
Art deco portfolio
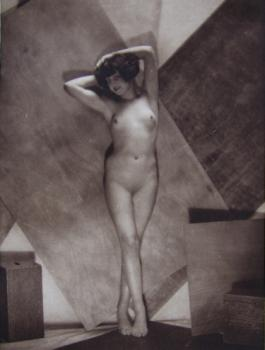
Art deco portfolio
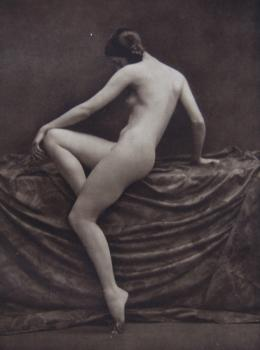
Art deco portfolio
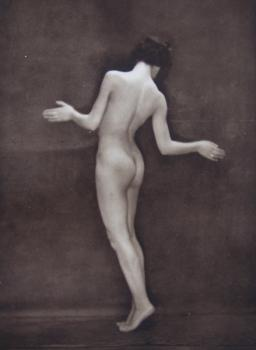
Art deco portfolio
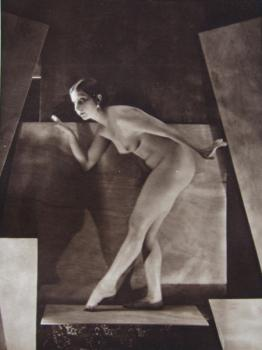
Art deco portfolio
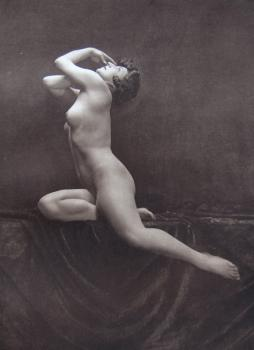
Art deco portfolio
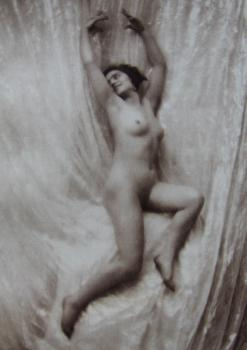
Art deco portfolio
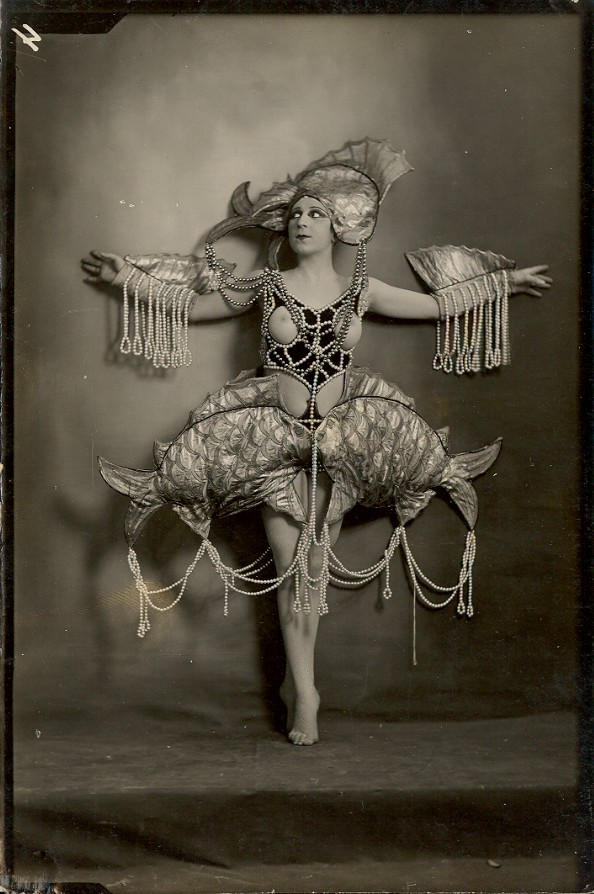